# Eugenio Filograna
Eugenio Filograna (Minervino di Lecce, 7 novembre 1955) è un imprenditore, dirigente d'azienda, politico ed ex dirigente sportivo italiano.

## Biografia

### Attività professionale
Svolge l'attività di commercialista a Milano dal 1986, ed è autore del Manuale di Tasse nei Paesi del Mondo (dal 1994 al 2008), attualmente aggiornato solo nella sua versione online: tassenelmondo.eu.

### Attività imprenditoriale
Imprenditore attivo in diversi settori, come proprietario del gruppo industriale GDA (Grande Distribuzione Avanzata), ha rilevato nel 1999 il gruppo milanese di vendita per corrispondenza Postalmarket dalla multinazionale tedesca Otto Versand, la quale, dopo un primo tentativo di salvataggio iniziato nel 1995 con la messa in mobilità di circa 350 dipendenti, ha venduto a Filograna e Ameco (controllata al 100% da Filograna).
Nello stesso periodo è stato amministratore di Gonfalone Immobiliare e presidente del consiglio di amministrazione di Centro Studi Ameco, di Fratelli Togno, nonché di altre numerose società italiane e straniere. Tramite il Centro Studi Ameco ha raccordato un sistema di cooperative riconducibile a Forza Italia. Nel 1996 ha fondato il Loos (Libero Organismo per l'Occupazione e lo Sviluppo), aderente alla Lega dei Diritti dell'Uomo, organo di vigilanza dell'ONU.
Nel 1997, ha costituito la Consulta del lavoro, in seguito Patronato di FI. Nel 2001 ha fatto indirizzare nel Salento il concorso Postalmarket "Protagonisti di un sogno": cinque treni appositamente predisposti portarono in provincia di Lecce 5.000 concorrenti che aspiravano a 250 posti da fotomodelli Postalmarket. A causa di molti ritardi dei treni e disguidi Filograna fu al centro di polemiche. Nel 1999 ha iniziato la preparazione del gruppo GDA (Grande Distribuzione Avanzata - Postalmarket) alla quotazione in borsa prevista nel luglio 2000 e rinviata successivamente per le difficoltà della Global Coordinator Banca Leonardo.
Nell'ottobre 2001, dopo il crollo della Borsa e a seguito degli scandali di Banca Leonardo, unico sponsor e Global Coordinator di Postalmarket, Filograna fu costretto a rimandare ulteriormente la quotazione in Borsa di Milano, nonostante l'approvazione dalla Consob del prospetto informativo nel luglio del 2000, a un valore di 3.600 miliardi di lire, e avviare la procedura di mobilità per 420 dipendenti non adatti a internet, in cambio di nuovi assunti più giovani già conoscitori del web. La cosa fu contrastata dai sindacati, nonostante l'accordo scritto 2 anni prima in sede ministeriale tra Filograna e la Triade Sindacale, e quindi si arrivò prima al commissariamento ministeriale, poi alla vendita della società al gruppo Bernardi che, dopo varie traversie, ha cessato l'attività licenziando tutti i dipendenti.
Nel dicembre del 2002 Filograna, nel corso delle indagini preliminari della Procura di Milano, fu arrestato, in quanto ritenuto amministratore di fatto della cooperativa di lavoro CSML, nata nel 1994 e dalla quale si sospettava che avesse sottratto circa 5 miliardi di lire in 4 anni. Il procedimento giudiziario fu però chiuso anticipatamente senza rinvio a giudizio, con la caduta di tutte le accuse, la revoca dell'arresto, l'acquisto di Filograna delle società indagate sotto forma di piano di risanamento e sviluppo a un prezzo di 24 miliardi di lire, il patteggiamento breve, essendo stato Pres. del collegio Sindacale della fallita, due anni prima del procedimento e il conseguente rilascio di certificati penali puliti.
Filograna attualmente è a capo di un gruppo di aziende, anche negli USA, Filograna investment co. e in Gran Bretagna Ameco Capital Market, che conta oltre 2.000 dipendenti annui e più di 33.000 negli ultimi 14 anni, come indicato nel libro matricola, certificato dalle società di revisione BDO.
A settembre 2013 Eugenio Filograna ha ricevuto il premio Barocco per i suoi meriti imprenditoriali e per aver salvato nel 2012 lo sport calcio della sua città natale, Casarano, grazie alla costituzione della Casarano Calcio.

### Attività politica
Nel 1996 Filograna è stato eletto senatore nella XIII legislatura (1996-2001), nel collegio di Alessandria nelle liste di Forza Italia con oltre 68 mila preferenze . Sin dal momento della sua elezione è stato il terzo senatore più ricco dopo Giovanni Agnelli e Vittorio Cecchi Gori.
Filograna da Forza Italia è passato nell'Unione Democratica per la Repubblica (UDR) di Cossiga prima, poi nel Gruppo misto quando Mastella passò nell'Ulivo.
Nel 1999 è stato anche il candidato dell'Udeur alla carica di presidente della Provincia di Milano e contemporaneamente al Parlamento Europeo.
Si è poi candidato al Senato nelle politiche del 2001 con una sua formazione politica, Salento Regione, raggiungendo il 13% di preferenze.
Tra le numerose iniziative politiche, si ricorda il DDL "Istituzione della Regione Salento", il DDL "Istituzione della provincia della Brianza" e il DDL "Istituzione della provincia delle Terre del Capo di Santa Maria di Leuca".
Filograna è però noto nel mondo politico per le battaglie per la flessibilità del mercato del lavoro.
È suo il primo DDL "Istituzione del Lavoro interinale", anticipatorio del "Pacchetto Treu" e della successiva "Legge Biagi".
Dal 2019 è presidente del movimento culturale e politico Autonomi e Partite Iva che nel 2022 ha testato con le liste civiche in diverse parti d'Italia, ottenendo risultati da 0,3% (nel comune di Taranto) a 7,3% (nel comune di Partinico (PA)).

### Sport
Nello sport il nome di Filograna è legato a quello del Casarano Calcio, società rilevata dal fallimento nel 1999 la prima volta, regalata nel 2003 alla cittadinanza e ricomprata nel 2012 per salvarla dalla definitiva cessazione di attività.
La stessa società è stata poi donata alla cittadinanza nel 2016. In entrambi i casi con bilanci in attivo, ed oggi milita in serie D con ambizione di ritornare in lega pro.
Filograna ha più volte tentato di acquisire società di serie A come Lecce e Sampdoria ed il suo nome è accostato al Lecce Calcio non solo nel 2.000 ma anche in occasione della crisi societaria nel 2005.
In questa occasione però i proprietari della società della città di Lecce, i Semeraro, decisero di recedere dalla vendita, nonostante avessero espresso pubblicamente tramite media nazionali la volontà di farlo.
Dal mese di agosto 2024 Filograna ricopre l'incarico di presidente onorario dell'A.S.D. Ugento Calcio, contribuendo a portarla dalla Terza Categoria alla Serie D in soli 5 anni.